# Prințesa Mononoke
Prințesa Mononoke (titlu original: もののけ姫, Mononoke-hime) este un film japonez de animație din 1997 regizat de Hayao Miyazaki, animat de Studio Ghibli pentru Tokuma Shoten, NTN și Dentsu. Este distribuit de Toho. Rolurile de voce au fost interpretate de actorii Yōji Matsuda, Yuriko Ishida, Yūko Tanaka, Kaoru Kobayashi, Masahiko Nishimura, Tsunehiko Kamijo, Akihiro Miwa, Mitsuko Mori și Hisaya Morishige. Este bazat pe folclorul japonez și prezintă războiul fantasy (din Perioada Muromachi) dintre civilizația invadatoare si zeitățile-animale ale pădurii, o încleștare care amenință să distrugă echilibrul din natură.
Mononoke (物の怪?) (sau もののけ) din titlul original al filmului nu este un nume, ci un cuvânt japonez pentru ființe supranaturale, care își schimbă forma, care posedă oameni și provoacă suferință, boli sau moarte.
Filmul a avut premiera la 12 iulie 1997 în Japonia și la 29 octombrie 1999 în Statele Unite. A fost un blockbuster atât critic cât și comercial, devenind filmul cu cele mai mari încasări din Japonia în 1997 și, de asemenea, a deținut recordul de box-office al Japoniei pentru filme naționale până în 2001, când a fost depășit de Călătoria lui Chihiro, un alt film al lui Miyazaki.

## Prezentare
În perioada Muromachi, Japonia, un sat al poporului Emishi este atacat de un demon hidos. Ultimul prinț Emishi, Ashitaka, îl ucide înainte de a ajunge în sat, dar demonul reușește să-l prindă de braț și să-l blesteme înainte de moarte. Blestemul îi dă putere supraomenească, dar îi provoacă și durere și în cele din urmă îl va ucide. Sătenii descoperă că demonul era un zeu mistreț, corupt de o bucată de fier înfiptă în corpul său. Înțeleapta satului îi spune lui Ashitaka că s-ar putea să găsească un leac în ținuturile vestice din care a venit demonul și că nu se mai poate întoarce în patria sa.
Îndreptându-se spre vest, Ashitaka îl întâlnește pe Jigo, un călugăr oportunist care îi spune lui Ashitaka că s-ar putea să găsească ajutor la Marele Spirit al Pădurii, un zeu animal asemănător cerbului ziua și noaptea un uriaș Daidarabotchi. În apropiere, bărbați cu o turmă de boi merg printre stânci la casa lor din Orașul de Fier, conduși de Lady Eboshi, și resping un atac al unei haite de lupi conduse de zeița lup Moro, pe care Eboshi o rănește cu o împușcătură. Călare pe unul dintre lupi este San, o fată umană. Jos, Ashitaka îi întâlnește pe San și pe lupi, care îi resping salutul. Apoi reușește să salveze doi dintre bărbații căzuți de pe stâncă și îi transportă înapoi prin pădurea interzisă, unde zărește pentru scurt timp Marele Spirit al Pădurii.
Ashitaka și supraviețuitorii ajung în Orașul de Fier, unde este întâmpinat cu fascinație. Orașul de Fier este un refugiu pentru proscriși și leproși angajați să prelucreze fierul și să creeze arme de foc, cum ar fi tunuri de mână și muschete cu chibrit. Ashitaka află că orașul a fost construit prin tăierea pădurilor pentru a extrage fierul, ceea ce a dus la conflicte cu Asano, un daimyō local și un zeu mistreț uriaș pe nume Nago. Eboshi admite că l-a împușcat pe Nago, transformându-l întâmplător în demonul care a atacat satul lui Ashitaka. Ea dezvăluie, de asemenea, că San, supranumită Prințesa Mononoke, a fost crescută de lupi și este supărată pe omenire.
Brusc, San se infiltrează în Orașul de Fier pentru a o ucide pe Eboshi. Ashitaka intervine și le amețește rapid pe Eboshi și San în timp ce se luptau. În mijlocul isteriei, este împușcat de un sătean, dar blestemul îi dă putere s-o ducă pe San afară din sat. San se trezește și se pregătește să-l omoare pe Ashitaka care este slăbit, dar ezită când îi spune că este frumoasă. Ea decide să aibă încredere în el după ce Spiritul Pădurii îi vindecă rana de glonț în acea noapte. A doua zi, un trib de mistreți condus de zeul orb Okkoto plănuiește să atace Orașul de Fier pentru a salva pădurea. Eboshi își propune să omoare Spiritul Pădurii împreună cu Jigo; Eboshi intenționează să-i dea împăratului capul zeului (care crede că îi va acorda nemurirea) în schimbul protecției față de lordul Asano, în timp ce Jigo dorește recompensa mare care va fi acordată.
Ashitaka își revine și descoperă că Orașul de Fier este asediat de samuraii lui Asano. Clanul mistreților a fost și el anihilat în luptă, iar Okkoto este grav rănit. Oamenii lui Jigo (deghizați în mistreți) îl păcălesc apoi pe Okkoto să-i conducă la Spiritul Pădurii. San încearcă să-l oprească pe Okkoto, dar este aspirată, deoarece durerea lui Okkoto îl transformă într-un demon. Pe măsură ce toată lumea se ciocnește la bazinul Spiritului Pădurii, Ashitaka o salvează pe San, în timp ce Spiritul Pădurii ia viețile lui Moro și Okkoto. Cu toate acestea, ca rezultat al contactului cu corpul infestat de demoni al lui Okkoto, blestemul lui Ashitaka se întinde și San este blestemată și ea. Pe măsură ce începe să se transforme în Night Walker, Eboshi trage și îl decapitează. Jigo fură capul, în timp ce din corpul Spiritului Pădurii curge sânge care se răspândește peste pământ și ucide orice atinge. Pădurea și spiritele kodama încep să moară; capul lupoaicei Moro prinde viață și mușcă brațul drept al lui Eboshi, dar ea supraviețuiește.
După ce Orașul de Fier este evacuat, Ashitaka și San îl urmăresc pe Jigo și recuperează capul, returnându-l Spiritului Pădurii. Duhul moare, dar forma lui spală pământul, vindecându-l și ridicând blestemele lui San și Ashitaka. Ashitaka rămâne pentru a ajuta la reconstruirea Orașului de Fier, dar îi promite lui San că o va vizita în pădure. Eboshi promite că va construi un oraș mai bun. Pădurea începe să crească din nou în timp ce un singur kodama apare dintr-un tufiș.

## Distribuție
| Personaj                | Actor de voce      |
| ----------------------- | ------------------ |
| Prinț Ashitaka          | Yōji Matsuda       |
| San / Prințesa Mononoke | Yuriko Ishida      |
| Madame Eboshi           | Yūko Tanaka        |
| Moro                    | Akihiro Miwa       |
| Jiko                    | Kaoru Kobayashi    |
| Gonza                   | Tsunehiko Kamijō   |
| Toki                    | Sumi Shimamoto     |
| Kouroku                 | Masahiko Nishimura |
| Ok-Koto                 | Hisaya Morishige   |
| Kaya                    | Yuriko Ishida      |
| Nago                    | Makoto Saitō       |